# Leslie Poles Hartley
Leslie Poles Hartley (30. prosince 1895 – 13. prosince 1972) byl anglický spisovatel, který se proslavil svými romány a povídkami. Mezi nejznámější z jeho děl patří román The Go-Between (1953, česky vyšlo v roce 1997 v překladu Stanislavy Pošustové jako Poslíček), který v roce 1970 zfilmoval podle scénáře Harolda Pintera režisér Joseph Losey (v české distribuci pod názvem Posel).

## Životopis
Hartley se narodil ve městě Whittlesey (oblast Cambridgeshire). Studoval v Cliftonville (Thanet), pak krátce na Clifton College, kde se poprvé setkal s Cliffordem Kitchinem, později na Harrow School.
V roce 1915 pokračoval na Balliol College v Oxfordu, kde studoval moderní historii. Zde se seznámil s Aldousem Huxleyem. V roce 1916 se připojil k britské armádě, kde byl později povýšen na důstojníka, avšak kvůli zdravotním problémům nikdy neopustil zemi. Proto se v roce 1919 vrátil do Oxfordu, kde se seznámil s mnoha dalšími spisovateli, včetně Lorda Davida Cecila.
V letech 1920 a 1922 byla jeho práce publikována v Oxford Poetry. V tomto období byl redaktorem Oxford Outlook a Huxley ho představil Lady Ottoline Morrell. Kitchin, který byl také v Oxfordu, ho seznámil Cynthií Asquith, která se stala jeho dlouholetou přítelkyní.
Po získání oxfordského titulu se dostavily první úspěchy, kdy bylo publikováno jeho první dílo a stal se kritikem. Přesto byl jeho život velmi namáhavý a v roce 1922 se nervově zhroutil. Krátce poté trávil většinu času v Benátkách a pokračoval v tom i v následujících letech.
Až pokud neuspělo jeho dílo The Go-Between, nebyl velmi známým. Ale i přesto byl v roce 1947 oceněn cenou James Tait Black Memorial Prize za trilogii Eustace and Hilda a v roce 1956 získal Řád britského impéria.

## Dílo
- Night Fears (1924), povídky
- Simonetta Perkins (1925)
- The Killing Bottle (1932), povídky
- The Shrimp and the Anemone (1944), 1. část trilogie Eustace a Hilda
- The West Window (1945)
- The Sixth Heaven (1946), 2. část trilogie Eustace a Hilda
- Eustace and Hilda (1947), 3. část trilogie Eustace a Hilda
- The Travelling Grave and Other Stories (1948), povídky
- The Boat (1949)
- My Fellow Devils (1951)
- The Go-Between (1953)
- The White Wand and Other Stories (1954), povídky
- A Perfect Woman (1955)
- The Hireling (1957)
- Facial Justice (1960)
- The Bachelors (1960), s Murielem Sparkem
- Two for the River (1961), povídky
- The Brickfield (1964)
- The Betrayal (1966)
- Essays by Divers Hands, Volume XXXIV (1966), editor
- The Novelist's Responsibility (1967), eseje
- Poor Clare (1968)
- The Collected Short Stories of L. P. Hartley (1968)
- The Love-Adept: A Variation on a Theme (1969)
- My Sisters' Keeper (1970)
- Mrs. Carteret Receives (1971), povídky
- The Harness Room (1971)
- The Collections: A Novel (1972)
- The Will and the Way (1973)
- The Complete Short Stories of L. P. Hartley (1973)
- The Collected Macabre Stories (2001)